# 卡索
卡索，是西班牙阿斯图里亚斯的一个市镇。总面积308平方公里，总人口1962人（2001年），人口密度6人/平方公里。